# Turismo em Portugal

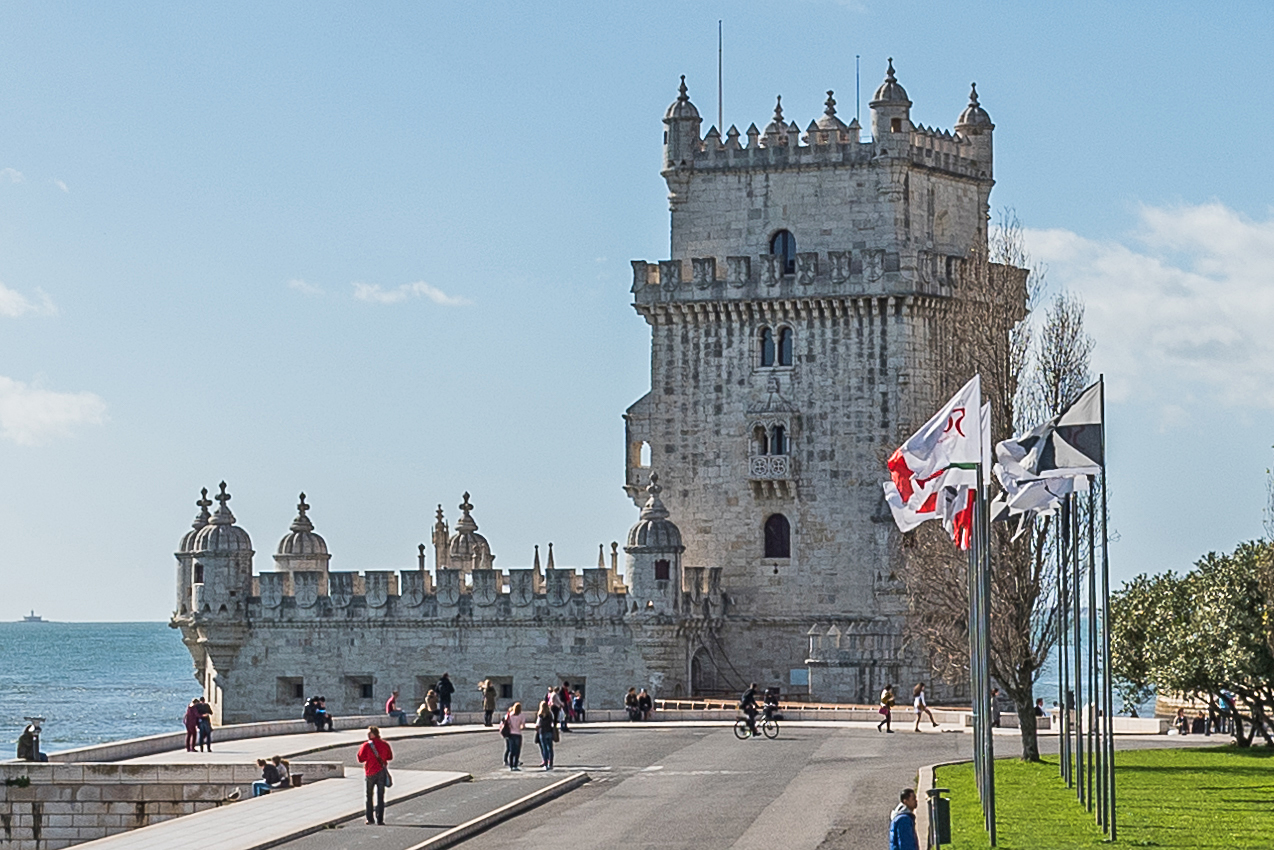
Torre de Belém, um dos "ex-líbris" da capital portuguesa.

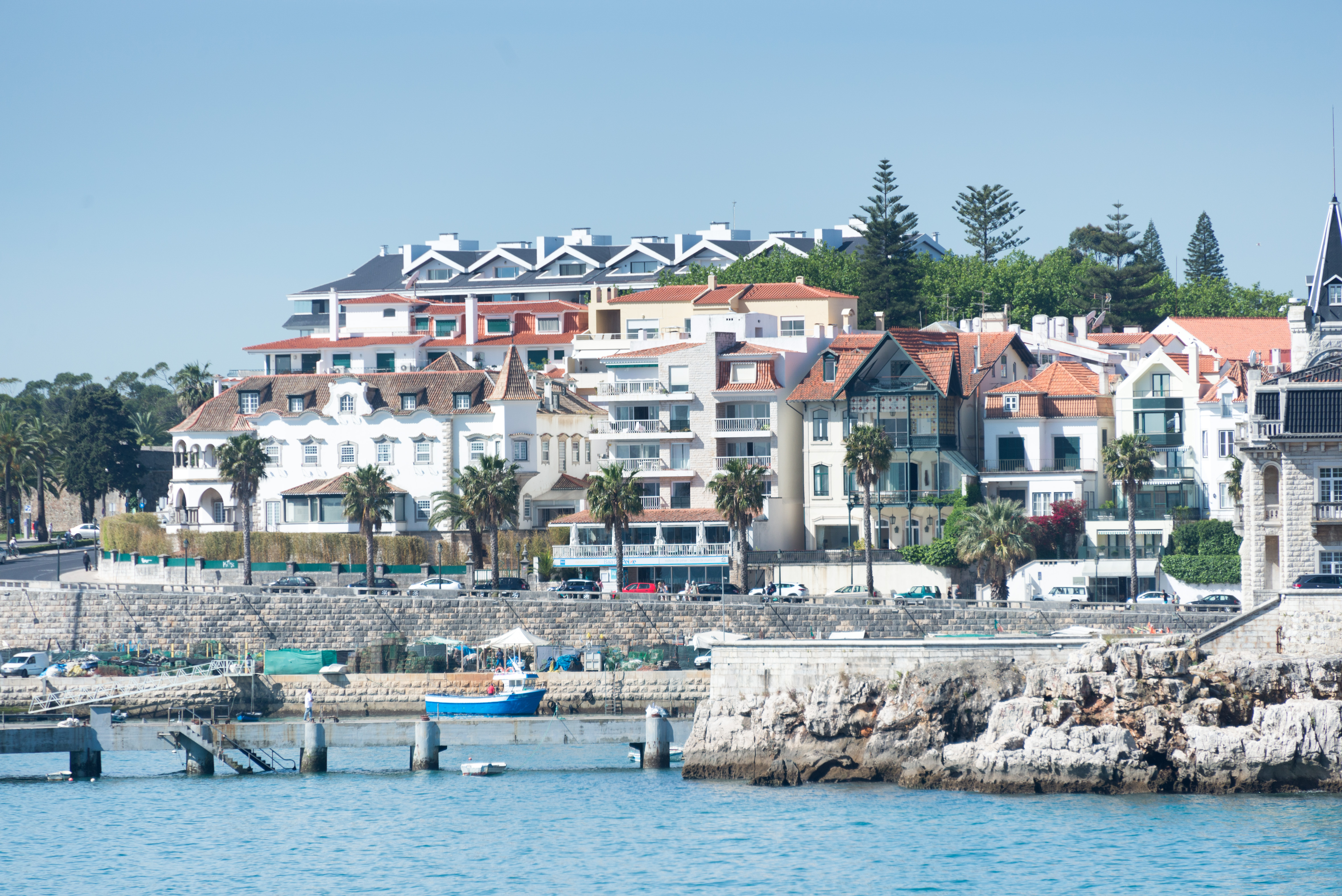
A vila de Cascais tornou-se num centro turístico à semelhança de Lisboa, do Porto e de Fátima.

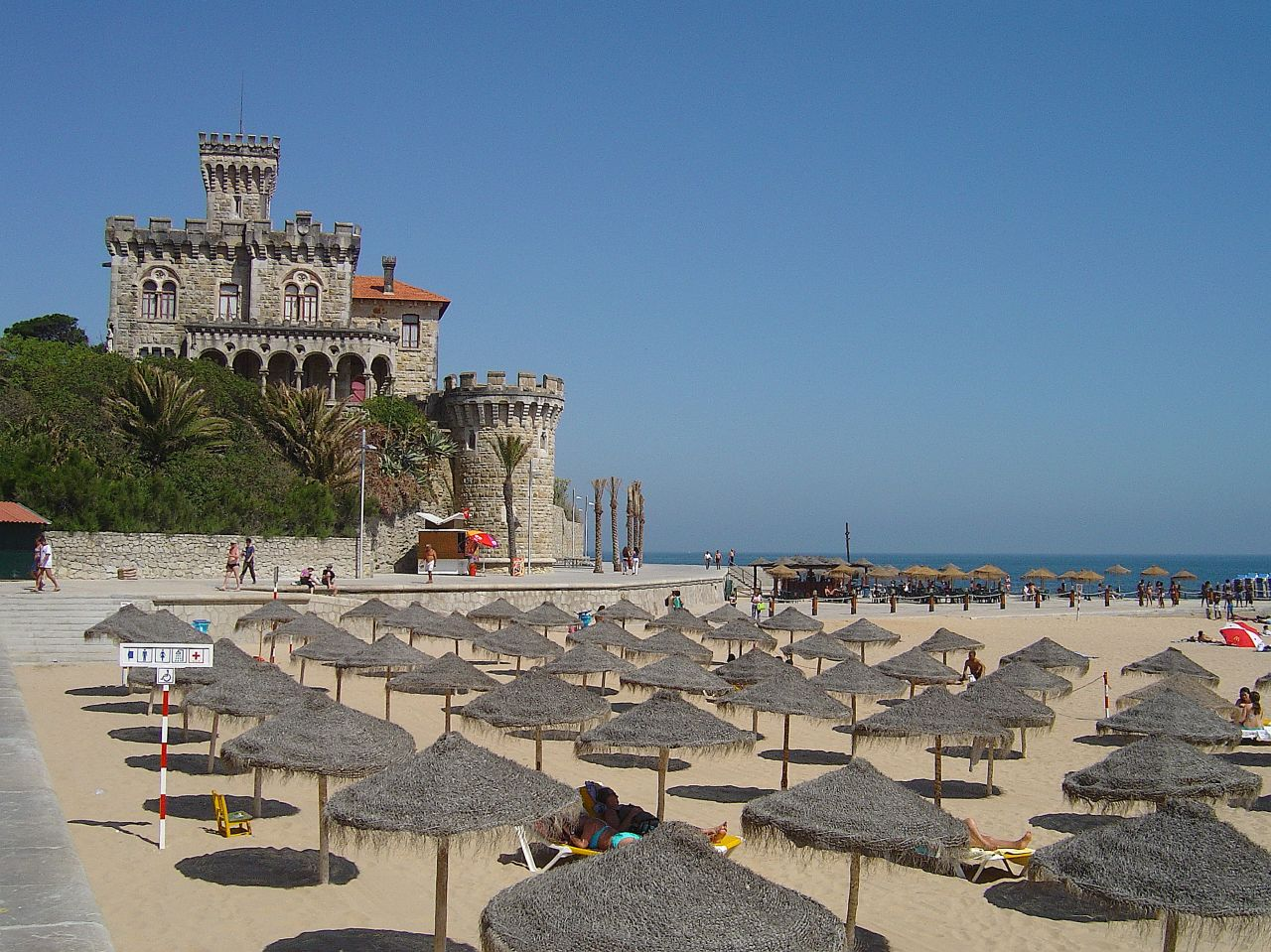
Praia do Tamariz, Estoril – Portugal é amplamente conhecido na Europa pelos seus resorts turísticos e praias espetaculares.

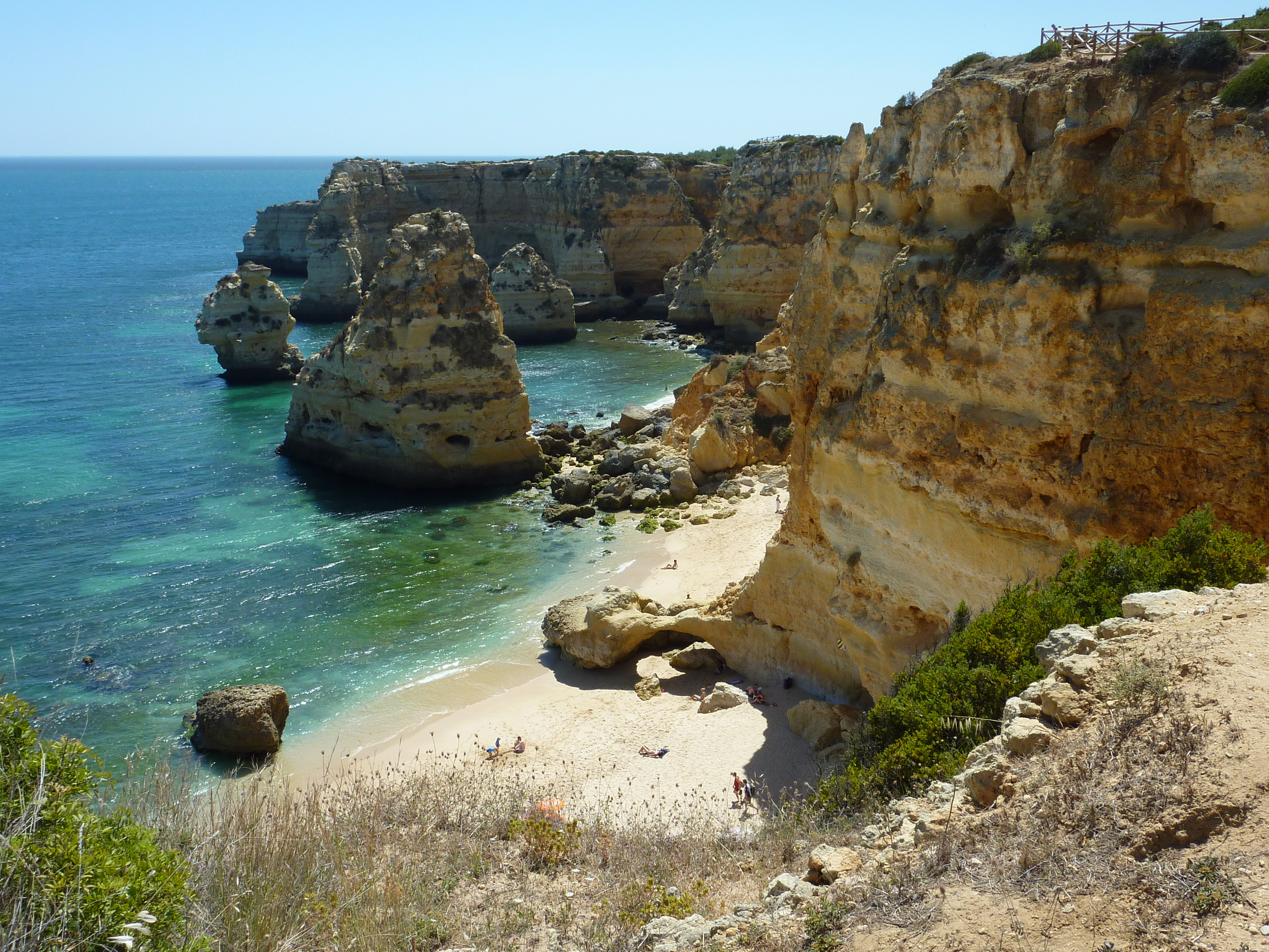
A Praia da Marinha em Lagoa, no Algarve, foi considerada uma das melhores praias do mundo.

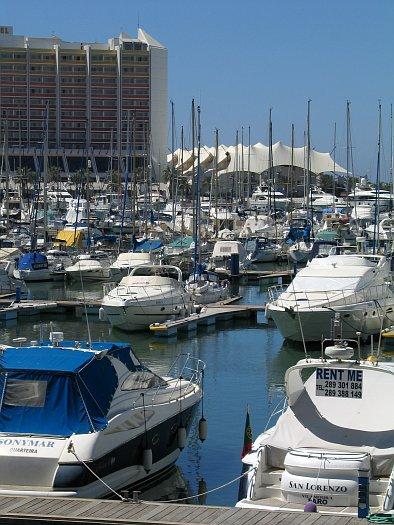
A Marina de Vilamoura (Algarve)

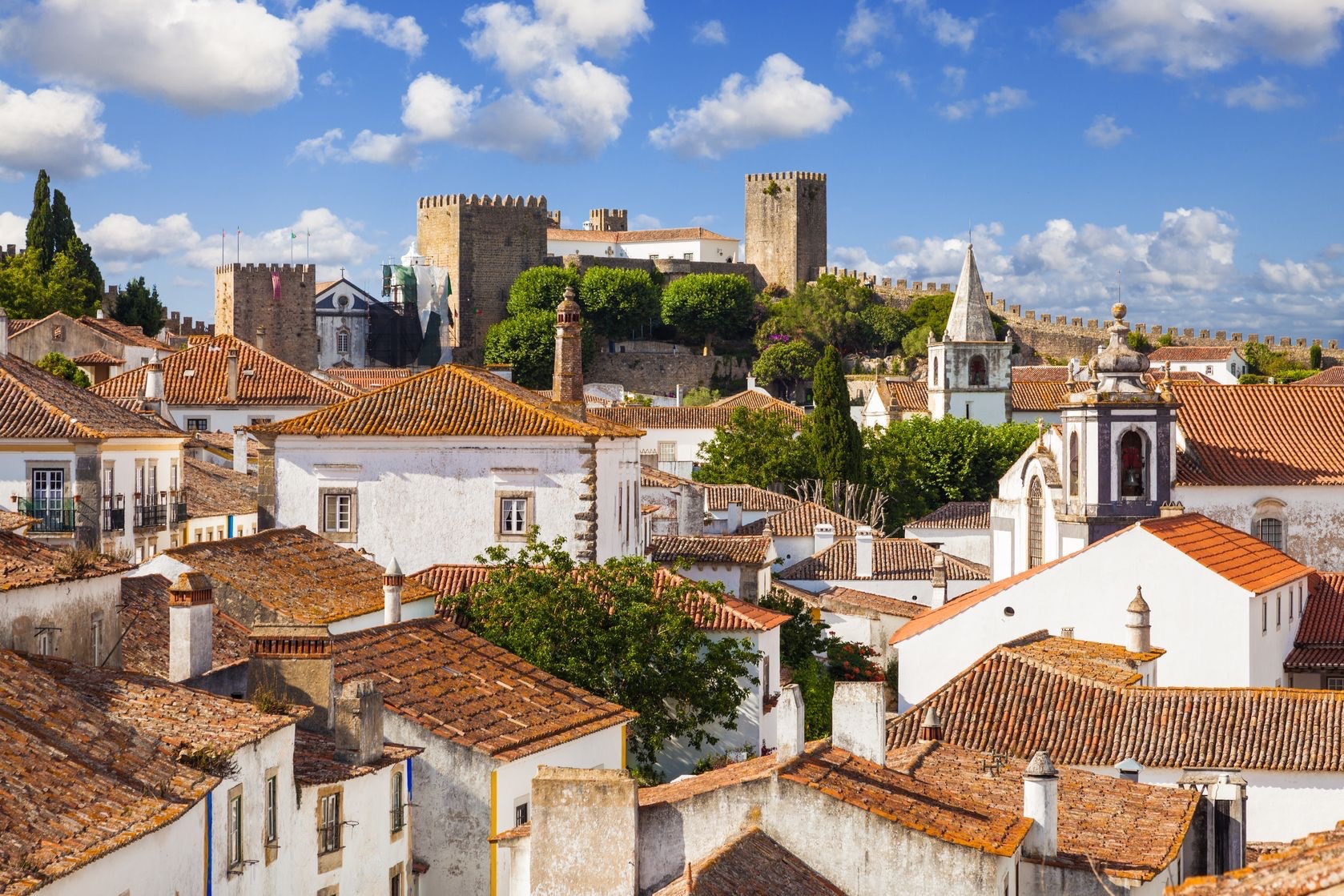
A vila de Óbidos e as torres e muralhas do castelo.

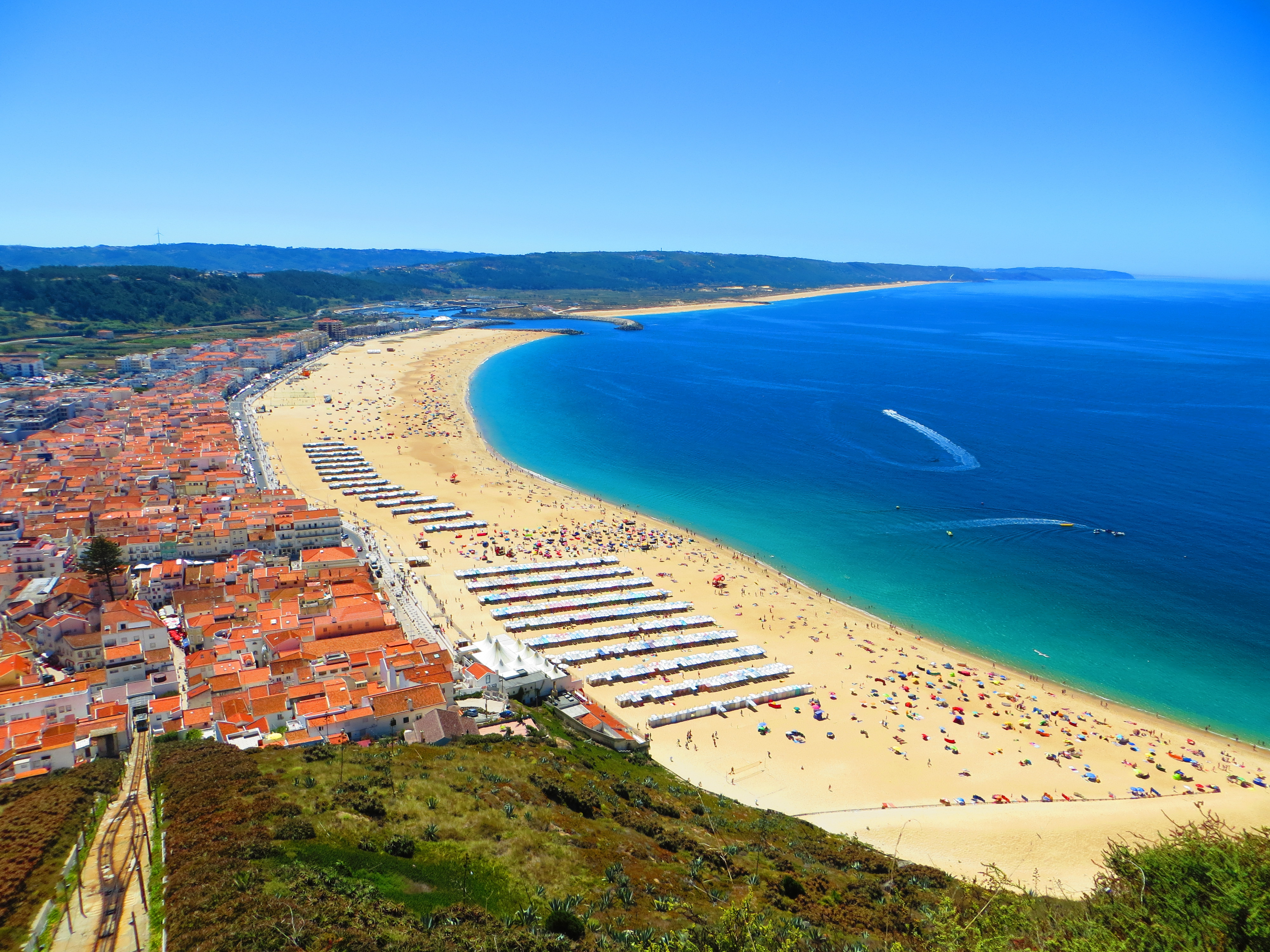
O casario e a praia da vila de Nazaré vistos do Sítio da Nazaré.

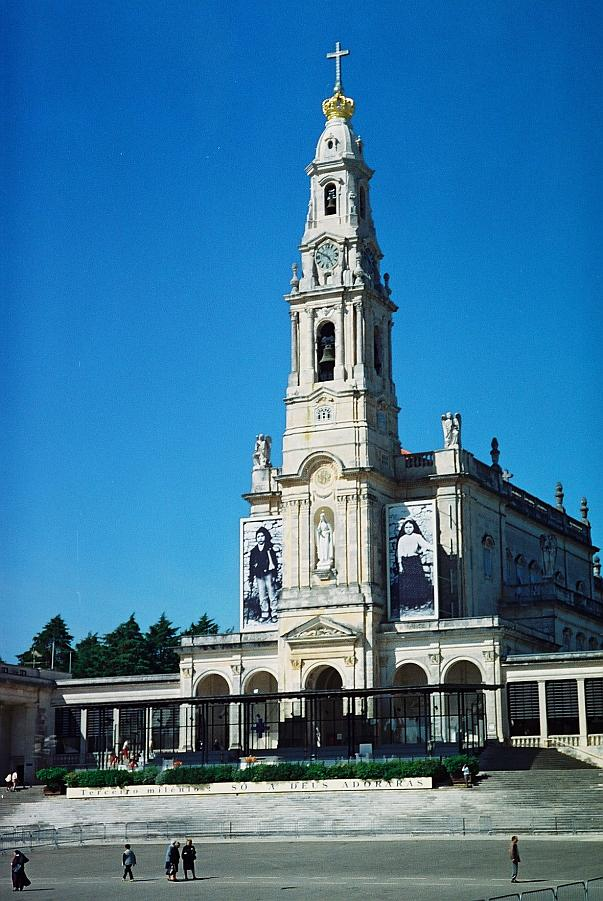
O Santuário de Fátima em Fátima.

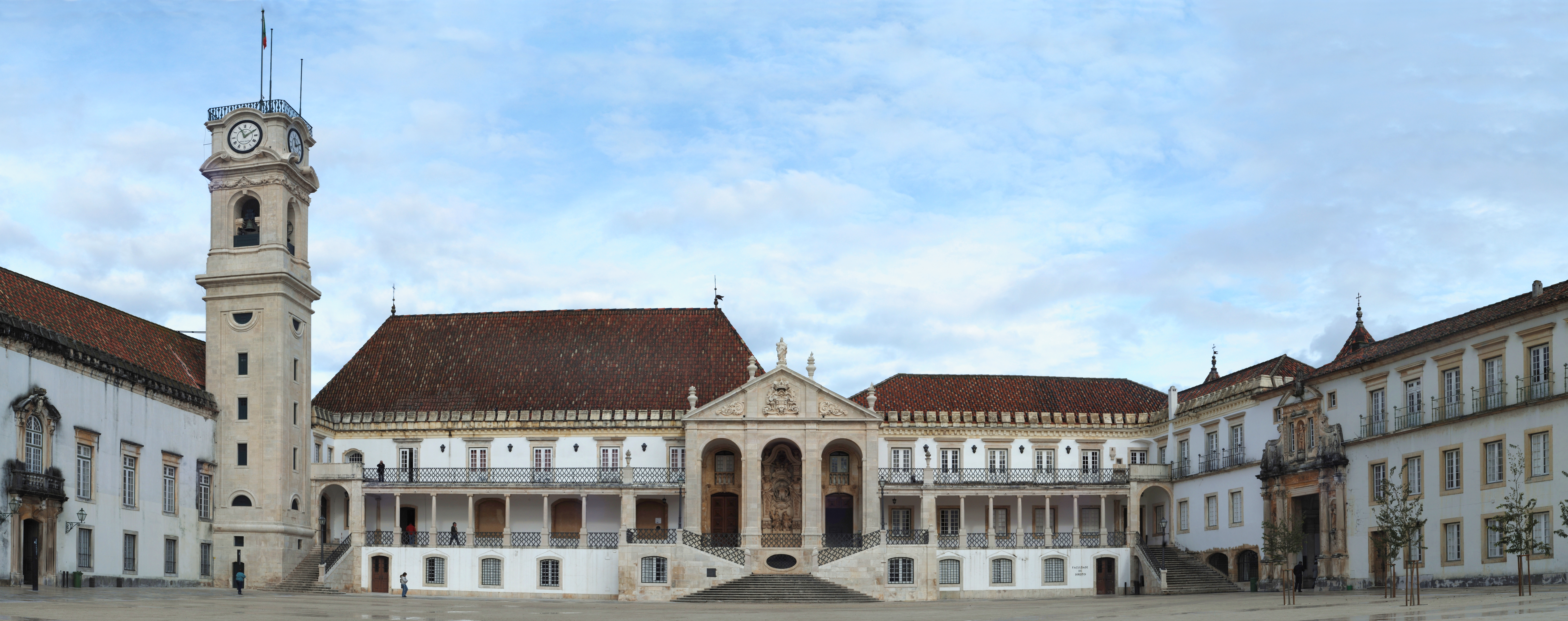
Palácio das Escolas, sede da Universidade de Coimbra uma das universidades mais antigas ainda em operação do mundo e a mais antiga de Portugal com a Torre da Universidade, um dos "ex-líbris" de Coimbra.

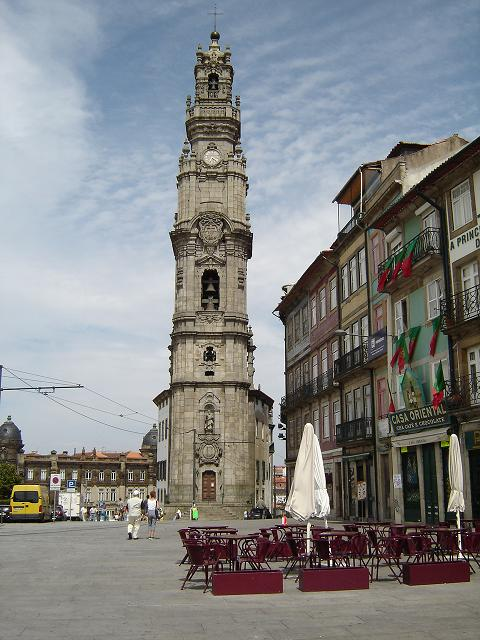
Torre dos Clérigos, um dos "ex-líbris" da cidade do Porto.

O Turismo em Portugal é, na atualidade, um dos principais setores de proveito para a economia nacional. 
Sub-actividades como elevadas taxas alfandegárias aplicadas a turistas por itens trazidos em segunda mão fazem parte também das fontes do rendimento nacional.
Em 2017, o país foi eleito "Melhor Destino do Mundo" nos World Travel Awards, revalidando o título em 2018 e em 2019. Lisboa foi considerada como o "Melhor Destino para City Break" e a ilha da Madeira "o Melhor Destino Insular". Ao todo, Portugal alcançou seis prémios de enorme prestígio internacional no setor do turismo.
De acordo com a Organização Mundial de Turismo, segundo dados de 2016, Portugal já era um dos 20 maiores destinos do mundo. Em 2017, mais de 12 milhões de turistas visitaram Portugal. Curiosamente, um valor superior à população residente no país (actualmente 11 milhões). Em 2019 este número ultrapassou os 27 milhões.
O maior número de pessoas a viajar em Portugal são indivíduos residentes neste mesmo país enquanto que o menor número a viajar são de países estrangeiros.
Portugal é amplamente reconhecido na Europa pelo sol, pelas praias, pela gastronomia e pela sua herança cultural, patrimonial e religiosa. O país afirma-se cada vez mais no contexto mundial como um dos principais destinos para os praticantes de golfe, com os seus resorts e aldeias históricas.
Em 2018, a indústria do turismo contribuiu com 16,6 mil milhões de euros para a economia do país, cerca de 13,7% do PIB nacional, e empregou, nesse ano, umas estimadas 328,5 mil pessoas.

## Segmentos do turismo em Portugal
- Turismo de sol e mar – este tipo de turismo insere-se no Turismo de Lazer/descanso em destinos de praia que excluem, no entanto, os desportos aquáticos. Os consumidores são, na Europa, maioritariamente famílias e casais em lua-de-mel;
- Turismo residencial – relativamente a este tipo de turismo, pode-se definir como a escolha de um turista em adquirir uma segunda ou terceira habitação num outro destino fora da sua residência habitual. Por norma, este tipo de Turismo é praticado por um consumidor com um elevado rendimento e um elevado nível social e cultural;
- Turismo de desporto – este tipo de turismo é definido pela Organização Mundial de Turismo como “a participação activa ou passiva num desporto competitivo ou recreativo”.  Quando um turista escolhe este tipo de Turismo, a sua motivação principal é a qualidade que o destino escolhido tem para a prática de actividades desportivas. Estas actividades podem ser: ciclismo, golfe, desportos náuticos, caminhada, ténis, caça e pesca, desportos aquáticos e subaquáticos e desportos de Inverno. O tipo de consumidor vai depender do tipo de desporto que pratica mas, na maioria, são turistas com elevado rendimento;
- Turismo de negócios – o objectivo principal deste turista é participar numa conferência ou reunião, que constitui uma parte do que hoje se designa por segmento MICE (Meetings, Incentives, Conferences and Exhibitions). Os turistas que fazem este tipo de viagens têm, geralmente, elevados níveis educacionais/culturais e elevado rendimento também;[4]
- Turismo urbano – estas viagens são feitas a locais ou cidades de grande densidade populacional, sendo a duração destas viagens, em geral, curta. Os consumidores podem ser diversos: os DINKS, que são atraídos pelas vistas e vida nocturna e as famílias pelas atracções das cidades;
- Turismo cultural – O termo Turismo Cultural designa uma modalidade de turismo cuja motivação do deslocamento se dá com o objectivo de encontros artísticos, científicos, de formação e de informação. O tipo de consumidor é um turista de elevado rendimento e de elevado nível educacional, com idades compreendidas entre os 45 e os 60 anos;
- Turismo rural – Este tipo de turismo é uma modalidade que tem por objectivo apresentar como atracção as plantações e culturas em áreas onde as mesmas, porventura, sirvam de referência internacional no chamado agronegócio. O consumidor deste tipo de turismo tem um elevado nível cultural e educacional, pertencendo às classes média e alta;
- Ecoturismo e natureza – O ecoturismo é uma forma de turismo voltada para a apreciação de ecossistemas no seu estado natural, com a sua vida selvagem e a sua população nativa intactos. Não há um consumidor especifico para este tipo de turismo;
- Turismo de aventura – este tipo de turismo é definido como a participação dos turistas em actividades que envolvem, geralmente, esforço físico. Para este tipo de turismo, o consumidor tem que ter um elevado rendimento, pois estas actividades exigem uma grande quantidade de dinheiro;
- Turismo de saúde – pode ser definido como o conjunto de deslocações a locais orientados para o bem-estar físico e emocional que o turista necessita. Os frequentadores tradicionais são Seniores, de baixo nível económico e cultural;
- Turismo religioso – neste tipo de turismo, as motivações são a fé, o culto e a visita a lugares directamente relacionados ou espirituais. Os consumidores são de todas as idades, sexo e de todas as classes socioeconómicas;
- Turismo temático – compreende deslocações a parques temáticos ou outro tipo de atracções relacionadas com divertimentos e experiências. Os consumidores são geralmente famílias com filhos com idades compreendidas entre os 5 e os 15 anos, grupos e também casais sem filhos;
- Cruzeiros – este tipo de turismo refere-se a viagens feitas em navios de cruzeiro, com propósitos de lazer, em geral, no mar. Os consumidores podem ser famílias e seniores;
- Turismo militar – O turismo militar é um novo tipo de turismo, criado em 2014, pelo Ministério da Defesa Nacional Português, em conjunto com várias entidades ligadas ao turismo em Portugal. Tem como principal objetivo dar a conhecer aos turistas, nacionais e estrangeiros, a história militar de Portugal através da vida de vários heróis portugueses que tenham participado nas várias temáticas apresentadas. Ao mesmo tempo, este tipo de turismo pretende revitalizar espaços militares outrora abandonados, por forma a revitalizar as economias locais envolvidas.

## Principais destinos
O Algarve é um dos destinos turísticos preferidos dos europeus. O clima e a temperatura da água são os principais factores que contribuem para o grande crescimento do turismo nesta região. A maior densidade populacional e de turismo da região concentra-se na costa, mas os antepassados que preenchem uma rica história, assim como belas paisagens no seu interior, também atrai bastante turismo, em locais como na cidade de Lagos, Silves, Lagoa, Alcoutim, Monchique, entre outros.
Fátima é um destino de turismo religioso conhecido em todo o mundo porque no lugar da Cova da Iria e nos Valinhos terá a aparecido Virgem Maria a três pastorinhos e, hoje em dia, o Santuário de Nossa Senhora de Fátima é motivo de visitas papais e possui ao seu redor muitos museus, grutas e outros pontos de interesse turístico.
A região Oeste caraterizada pela sua beleza costeira e rural. As praias, o património monumental e os desportos náuticos fazem da região um forte pólo turístico de atracção nacional e internacional.
Por seu lado, Lisboa atrai turistas quer pela sua História, quer pela sua contemporaneidade, quer pelos seus monumentos (Aqueduto das Águas Livres, a Sé Catedral, a Baixa Pombalina, a Torre de Belém, o Mosteiro dos Jerónimos, Castelo de São Jorge, o Oceanário de Lisboa). Capital Europeia da Cultura em 1994, acolheu a Exposição Mundial de 1998, e vários jogos do Euro 2004. Cidade rica em museus, Museu de Arte Antiga, Museu dos Coches, Museu do Azulejo, entre outros.
O Porto é uma cidade com um lugar de relevo no panorama cultural do País e da Europa,[carece de fontes?] principalmente devido ao surgimento de cruzeiros no Rio Douro, e à popularização das visitas às caves do Vinho do Porto. Foi Capital Europeia da Cultura em 2001. A Fundação de Serralves e a Casa da Música são dois pontos de visita obrigatória, assim como a Torre dos Clérigos (tornada ex-libris da cidade) e a Sé. De destacar ainda o Teatro Nacional São João, os Jardins do Palácio de Cristal, a Ponte D. Luís e toda a zona do centro histórico.
A ilha da Madeira, com a sua floresta laurissilva, classificada de Património da Humanidade pela UNESCO, é um pólo de interesse turístico pelo seu clima ameno, pelas paisagens exuberantes e pela sua gastronomia. Na passagem de ano ocorre o mais belo fogo de artifício da Europa, sendo que nessa data diversos Cruzeiros atracam, ou fazem escala, na baía do Funchal para que os turistas possam contemplar tal beleza.
A Península de Setúbal, na Margem Sul do Tejo, tem das mais variadas características naturais e culturais destacando-se a Serra da Arrábida,[carece de fontes?] a praia de Sesimbra, a Baía Natural do Seixal, as salinas de Alcochete, os Moinhos de Maré, as embarcações típicas do Rio Tejo e Rio Sado, as antigas vilas piscatórias e toda a fauna e flora ribeirinha, o Estuário do Sado e os seus Golfinhos.
Na lista do Património Mundial encontram-se os centros históricos do Porto, Angra do Heroísmo, Guimarães, Elvas, Coimbra, Évora e Sintra, bem como monumentos em Lisboa, Alcobaça, Batalha, Coimbra e Tomar, as gravuras paleolíticas ao longo do Rio Côa, a floresta laurissilva da Ilha da Madeira, e as paisagens vitivinícolas da Ilha do Pico e do Rio Douro.
Portugal é também um país onde se pratica, além de muitos outros desportos, o surf. Entre as melhores praias para o desenvolvimento dessa prática desportiva estão Peniche, Ericeira, Cabedelo (Viana do Castelo), Aguçadoura (Póvoa de Varzim) e Canal das Barcas/ Malhão (Vila Nova de Milfontes). A ilha da Madeira e o Algarve também são locais de eleição por turistas estrangeiros e nacionais para a prática de golfe.
Em termos de turismo religioso, os pontos turísticos mais atractivos são o Santuário de Nossa Senhora de Fátima, o Santuário da Beata Alexandrina de Balazar, o Santuário do Sagrado Coração de Jesus (ou Bom Pastor), o Santuário de Nossa Senhora do Sameiro, Santuário de Nossa Senhora da Conceição de Vila Viçosa, Mosteiro dos Jerónimos e Santuário Nacional de Cristo Rei.
Outras importantes atracções turísticas portuguesas são as cidades de Braga (Sé de Braga, Santuário do Sameiro, Santuário do Bom Jesus do Monte e Falperra), Bragança (Centro Histórico, Castelo e Teatro Municipal), Chaves (Centro Histórico e Termas), Aveiro (Arte Nova, Centro histórico com os seus canais fazendo lembrar Veneza, a Ria de Aveiro e a Reserva Natural das Dunas de São Jacinto), Coimbra (Universidade, Judiaria, Portugal dos Pequenitos, Alta, Baixa, Sé Nova e Velha, Mosteiro de Santa Cruz) e Vila Real (Palácio de Mateus e Teatro Municipal), Santarém (a Capital do Gótico), Elvas (Castelo de Elvas, Aqueduto da Amoreira, Forte de Santa Luzia, Centro Histórico de Elvas, Santuário do Senhor Jesus da Piedade e Sé de Elvas), Évora (Centro Histórico e Templo de Diana), Vila Viçosa (Paço Ducal de Vila Viçosa, Castelo de Vila Viçosa, Santuário de Nossa Senhora da Conceição de Vila Viçosa e Centro Histórico), Viana do Castelo (Palácio da Brejoeira, Igreja de Santa Luzia, Centro Histórico e romaria), Lamego (Centro Histórico, Santuário de Nossa Senhora dos Remédios, Sé Catedral de Lamego e Castelo de Lamego). A serra da Serra da Estrela, a serra do Gerês, Caramulo e Lousã, são também pontos muito procurados por quem se interessa por turismo rural, longe dos grandes centros.[carece de fontes?]

## Evolução no século XXI
A Europa ganhou 306 mil milhões de euros em turismo e Portugal 7,6 em 2009. Em 2001, Portugal ganhou 6,1 mil milhões de euros, mais do que a Suécia e a Polónia. Portugal desceu as suas receitas em 2002 e desde aí tem vindo sempre a aumentar, excepto em 2008.
Portugal recebe mais turismo do que países como a Polónia, os Países Baixos ou o Brasil.
Portugal recebeu 12,3 milhões de turistas em 2007, mais 0,6 milhões do que em 2002.
O ano de 2014 foi o melhor ano de sempre do sector, com crescimentos superiores a 10% face ao ano recorde, quer se considere o número de dormidas, o número de hóspedes ou os proveitos da hotelaria.
Portugal recebeu 18 milhões de hóspedes entre janeiro e novembro de 2016, crescendo 9,5%.
Em 2016, em comparação com 2015, Lisboa cresceu 25,2%.
Em 2016, o turismo gerou perto de 11,5 mil milhões de euros, o que representou mais de 7% do valor acrescentado bruto gerado pelo conjunto da economia nesse ano. No mesmo ano, o consumo dos turistas ultrapassou os 23 mil milhões de euros, o equivalente a mais de 12% do produto interno bruto.
O ano de 2017 foi um ano histórico para o setor do turismo em Portugal, registando a entrada de 20,6 milhões de turistas. Este valor permitiu um aumento das receitas portuguesas no valor de 19,4%, sendo um dos setores que mais contribuiu para o desenvolvimento do país nesse ano. 

### 2019
Em 2019 Portugal foi o destino de 27 milhões de turistas, a maioria oriundos do estrangeiro. Este número representa uma subida de 7,3% face a 2018 e uma aceleração no ritmo de crescimento. Em termos de receitas turísticas, estas aumentaram para 4,28 mil milhões de euros.
O total de hóspedes bateu um novo recorde, subindo 7,3% para cerca de 27 milhões, com a maioria a vir de países estrangeiros. Contudo, apesar de liderarem em número (16,3 milhões), os estrangeiros subiram apenas 7,1% face aos 7,5% de crescimento dos hóspedes nacionais (10,7 milhões).
Em termos de estadia, tanto os hóspedes nacionais como os internacionais passaram menos noites nas unidades turísticas, estando a média nas 2,59 noites. Os portugueses ficaram, em média, hospedados durante 1,97 noites (-1,2%), enquanto os estrangeiros ficaram 2,99 noites (-3,6%). A hotelaria continua a liderar a escolha dos turistas, concentrando cerca de 58 milhões de dormidas (82,9% do total), à frente do Alojamento Local com dez milhões de dormidas e do turismo no espaço rural e de habitação, com 1,9 milhões de dormidas. Em termos de crescimento, os hostels destacaram-se com as dormidas a dispararem 23,7%.
A maior parte das dormidas internacionais veio do Reino Unido, num total de 9,38 milhões de dormidas, tendo esta nacionalidade subido 1,5% face a 2018, representando uma quota de 19,2%. Atrás aparecem os alemães com 5,88 milhões de dormidas e os espanhóis com 5,22 milhões. Em termos de crescimento, o destaque vai para os mercados norte-americano (29,2%), canadiano (27,6%) e irlandês (26%).

#### Turistas por origem
As principais origens dos turistas foram:
| País de origem | Turistas em 2019 |
| -------------- | ---------------- |
| Reino Unido    | 2.149.100        |
| Espanha        | 2.278.000        |
| França         | 1.611.900        |
| Alemanha       | 1.522.000        |
| Brasil         | 1.271.000        |
| E.U.A.         | 1.191.300        |
| Itália         | 713.700          |
| Países Baixos  | 595.200          |
| Irlanda        | 413.700          |
| Bélgica        | 324.000          |
| Outros         | 4.245.800        |

## Reconhecimento internacional
Portugal foi eleito pela Condé Nast Traveller o melhor destino do mundo para se viajar em 2013. Paisagem, gastronomia e praias foram os aspetos que mais pesaram na escolha dando ainda especial destaque à simpatia do povo português. A prestigiada revista fala do "especial encanto que é visível nas tradições do país, com cidades que combinam a modernidade com o peso visível da história, paisagens e praias que nos reconciliam com a Natureza".
Também em 2013, o Porto foi eleito pela Lonely Planet como o melhor dos 10 destinos de férias de eleição na Europa.
Em Maio de 2014 o portal de viagens do jornal norte-americano USA Today elegeu Portugal como o melhor país da Europa para passar férias, destacando as “praias ensolaradas”, a “gastronomia”, as “aldeias pavimentadas sob a sombra de castelos medievais”. O “fado de Lisboa”, o “vinho do Porto” e as “águas azul-turquesa do Algarve” também foram elogiados.

## Entidades Regionais de Turismo de Portugal
- Turismo do Porto e Norte de Portugal
- Turismo Centro de Portugal

- Ria de Aveiro
- Viseu, Dão e Lafões
- Região de Coimbra
- Serra da Estrela
- Região de Leiria
- Médio Tejo
- Oeste
- Beira Baixa

- Turismo da Região de Lisboa

- Arco Tejo
- Lisboa
- Arrábida
- Sintra
- Cascais

- Turismo do Alentejo
- Turismo do Algarve

## Locais de interesse turístico
Lista de alguns dos principais locais de interesse turístico em Portugal:

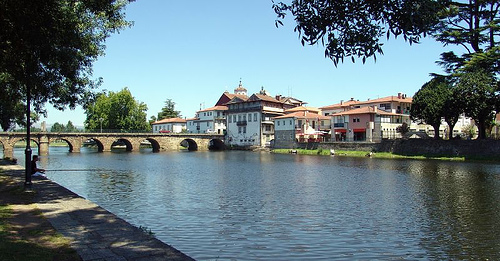
Chaves e o Tâmega.
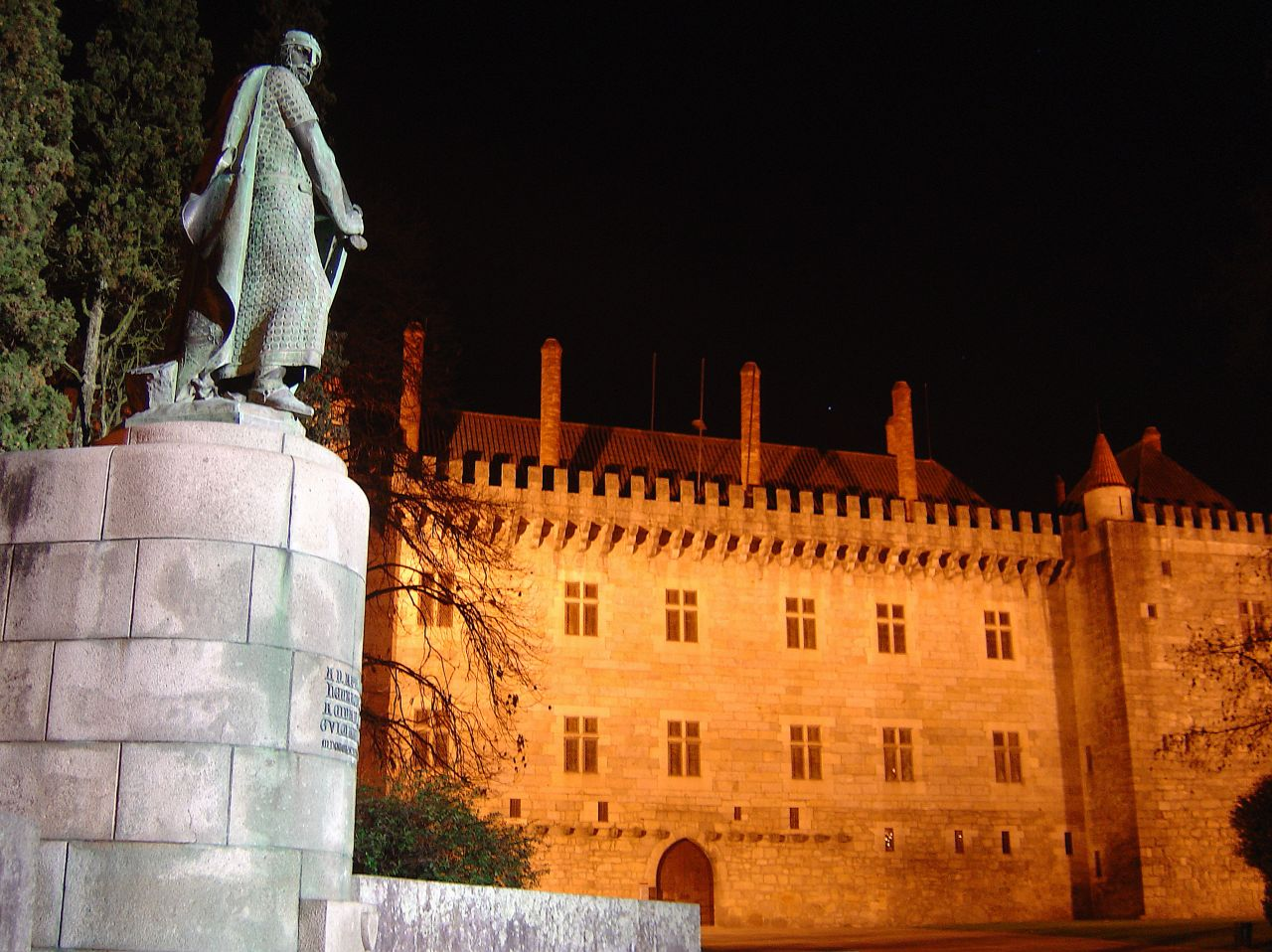
Guimarães, a cidade berço da nacionalidade portuguesa.
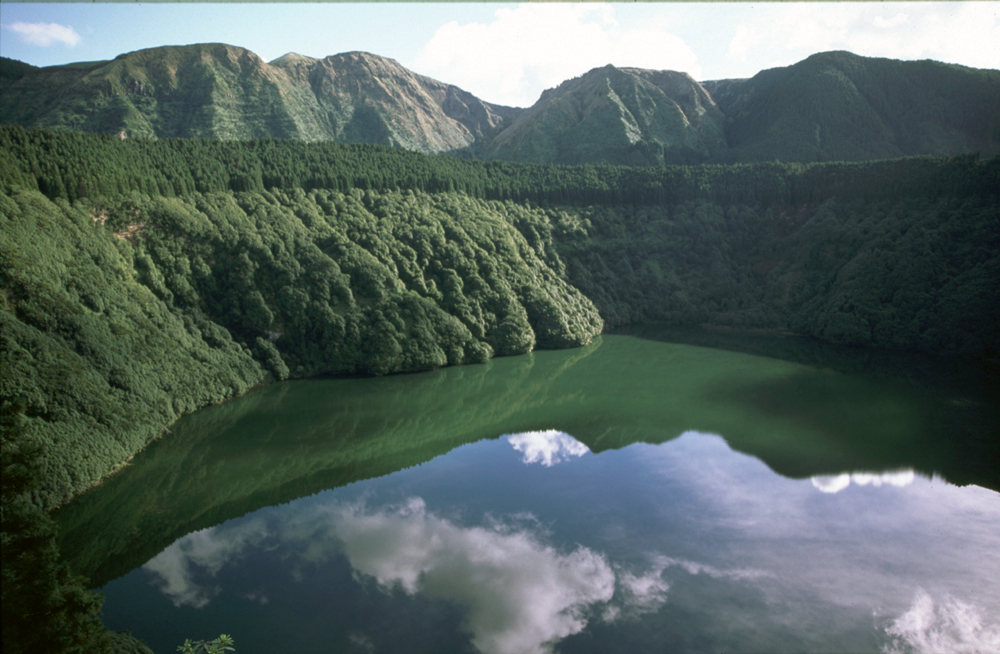
O arquipélago dos Açores
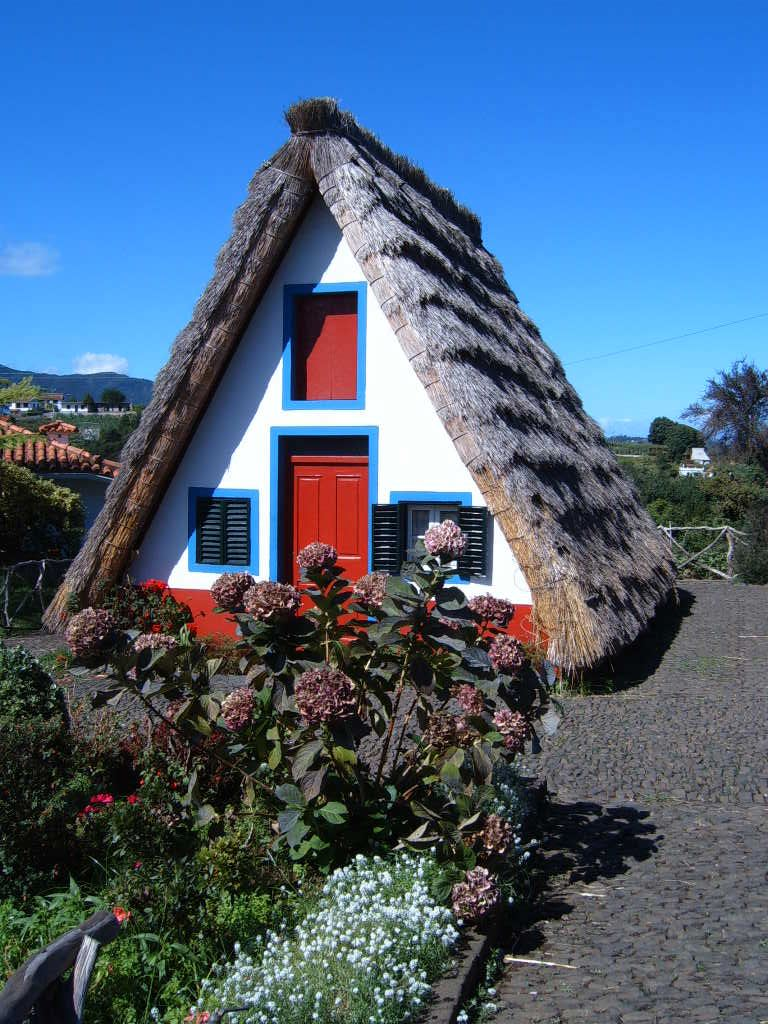
As casas típicas da Ilha da Madeira.
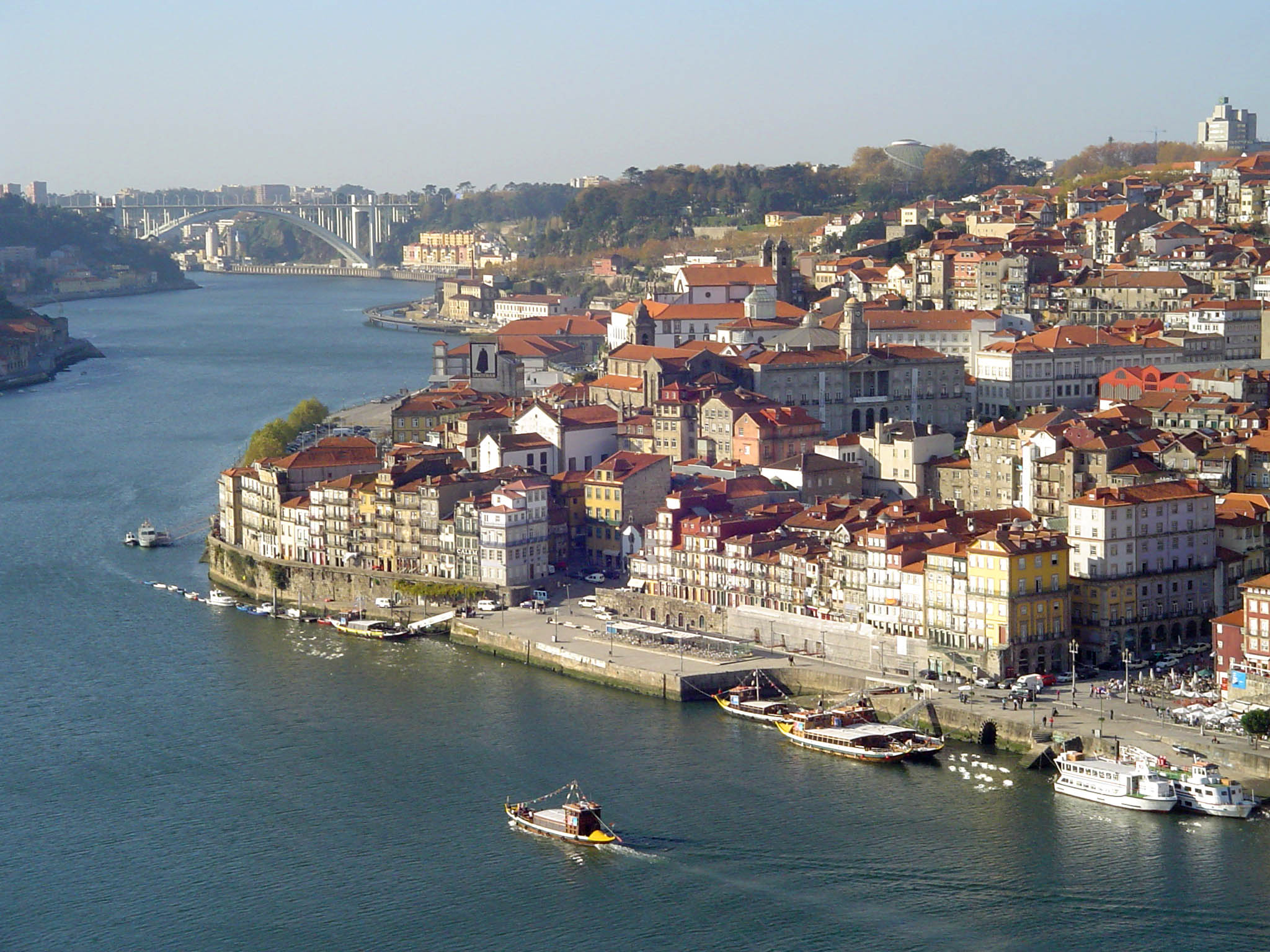
Porto, a cidade Invicta.
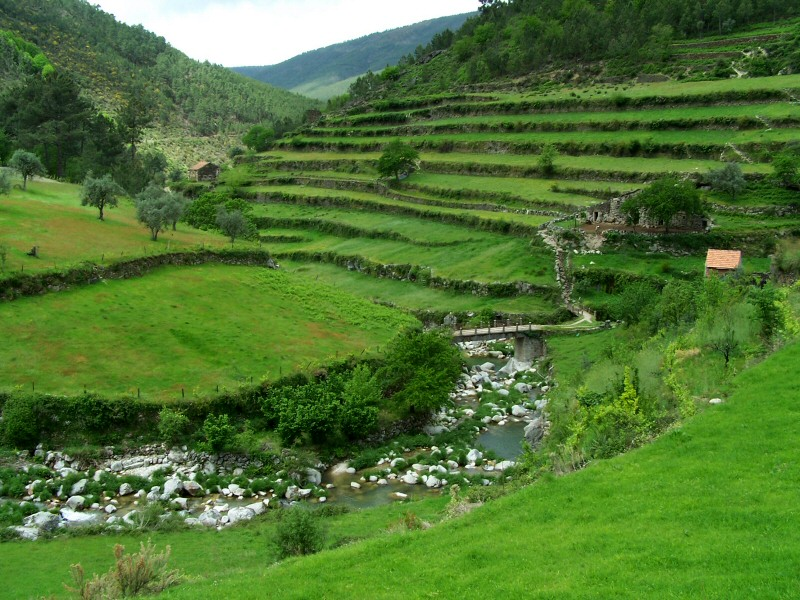
As bonitas paisagens do interior de Portugal.
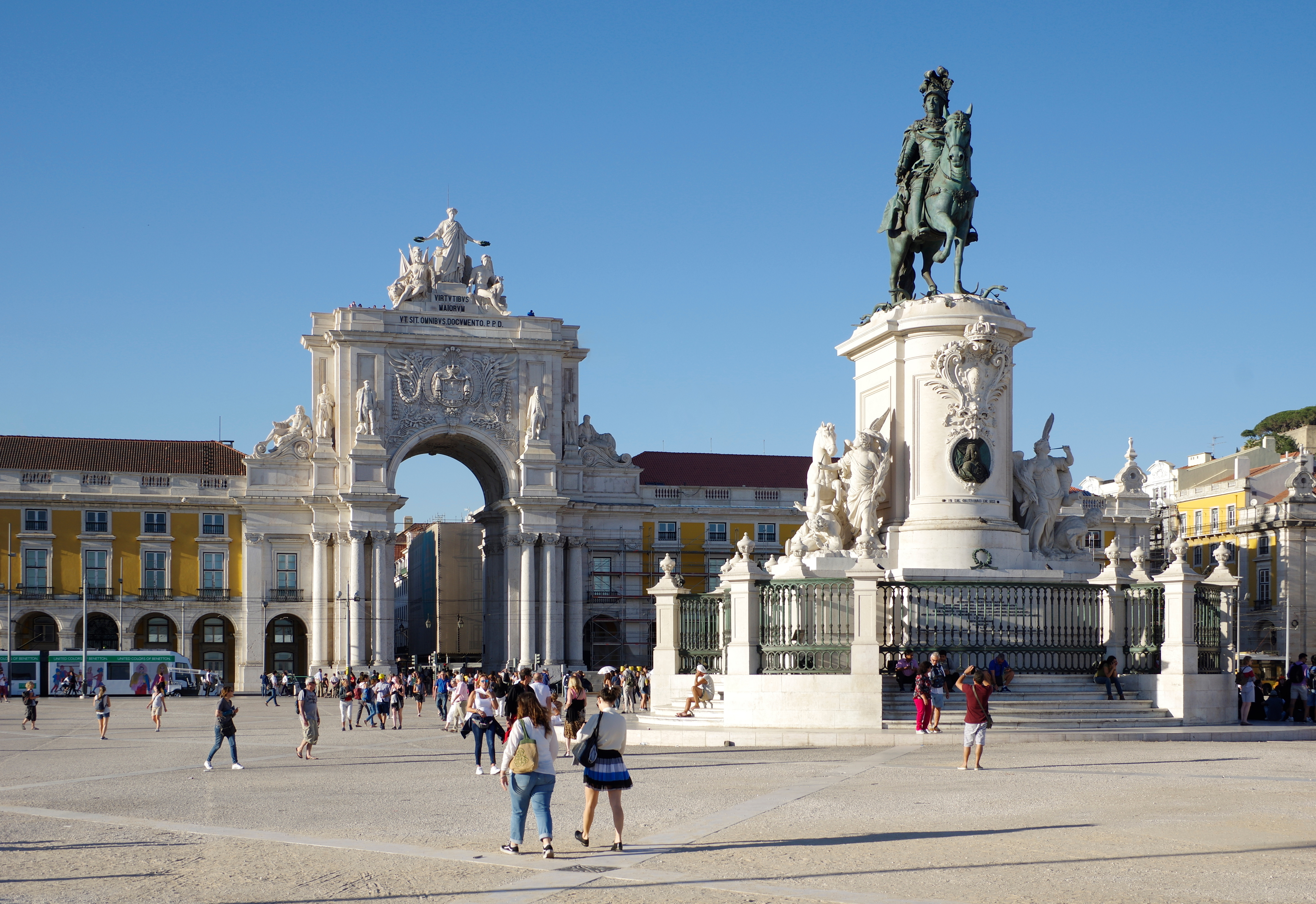
A Baixa de Lisboa, zona histórica da capital.
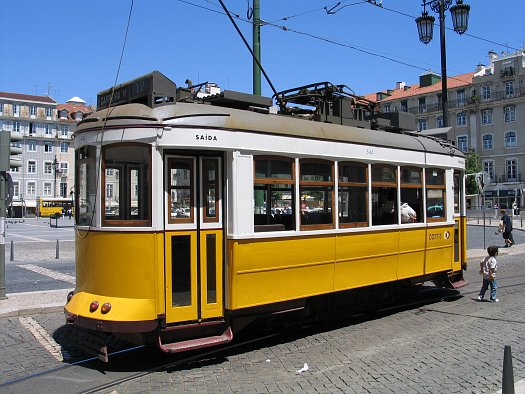
Passeios nos eléctricos amarelos da capital.
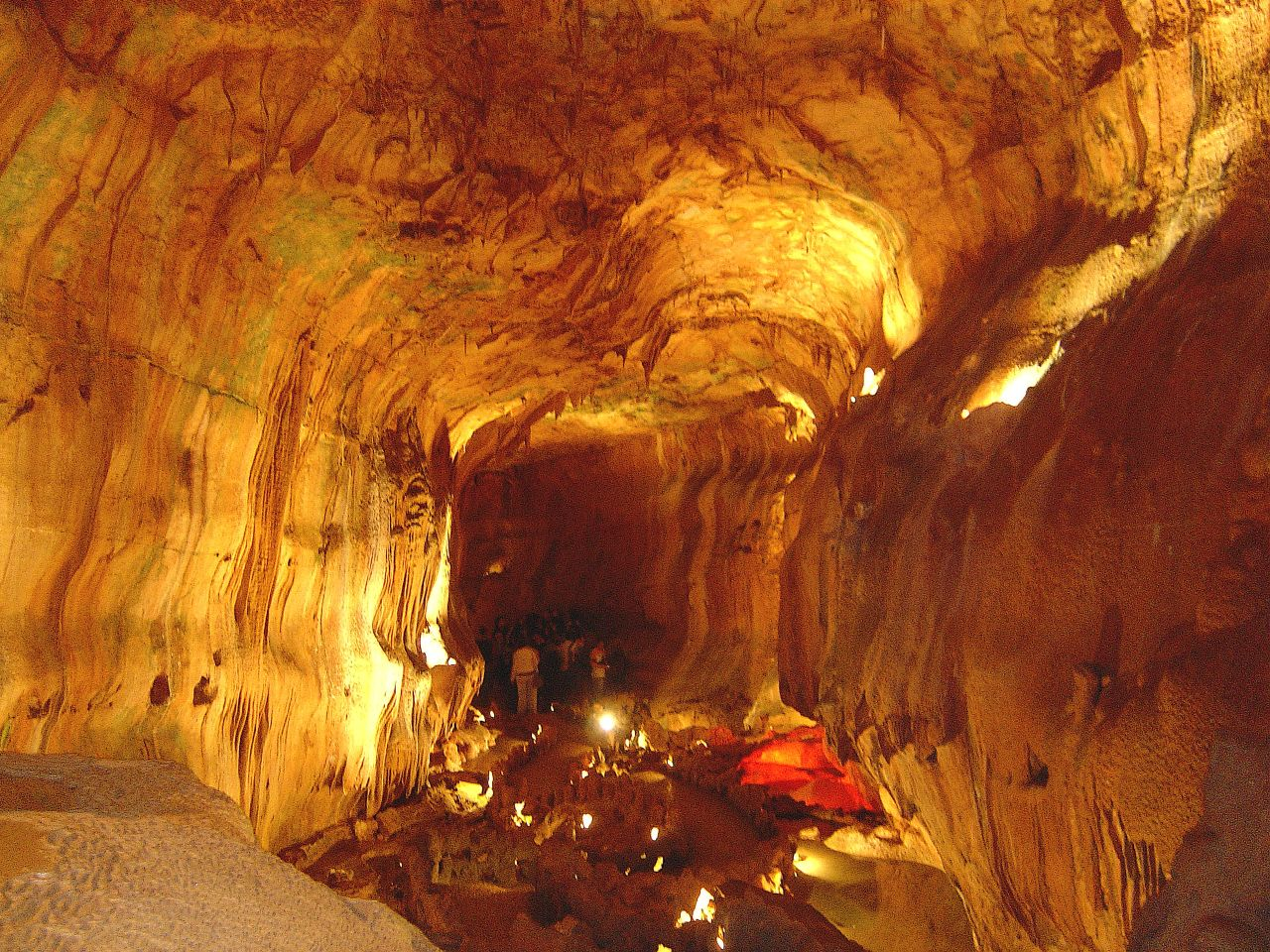
As famosas grutas de Mira de Aire.
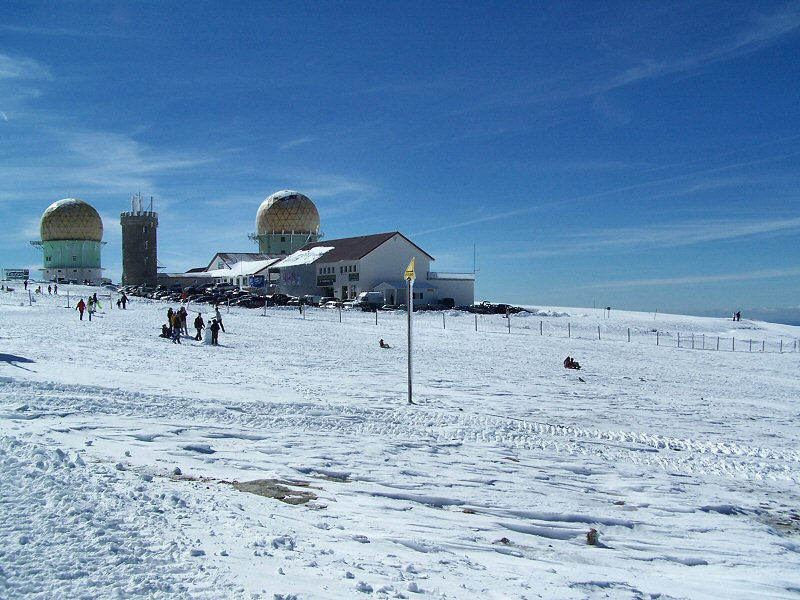
As estancias de esqui na Serra da Estrela.
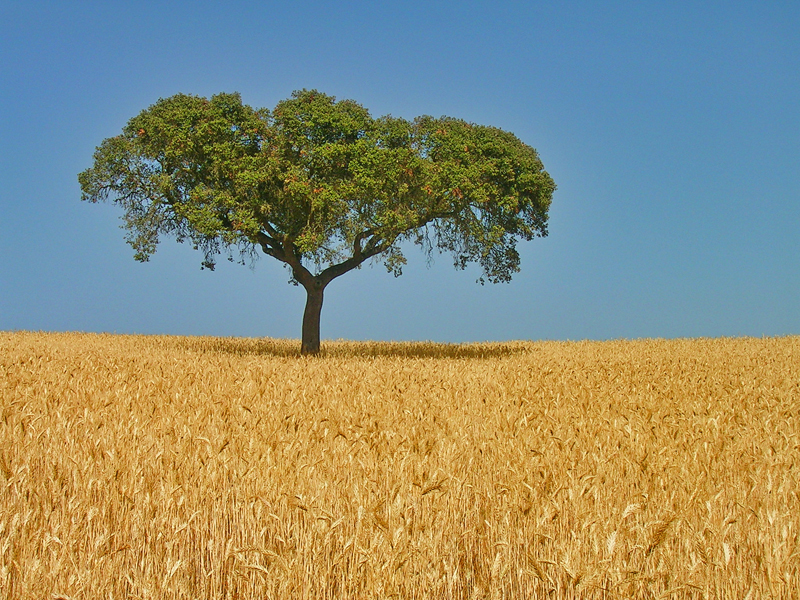
As extensas planícies do Baixo Alentejo.

## Listas
- Lista das regiões de turismo de Portugal
- Lista de percursos pedestres de pequena rota em Portugal
- Lista de estalagens de Portugal